# 195 Eurykleia
195 Eurykleia este un asteroid din centura principală, descoperit pe 19 aprilie 1879, de Johann Palisa.